# Цопа Олександр Васильович
Олександр Васильович Цопа (1993—2023) — сержант Національної гвардії України, учасник російсько-української війни.

## Життєпис
Народився 7 березня 1993 року в Вінниці, закінчив загальноосвітню школу № 13. Пройшов строкову військову службу.
Брав участь у російсько-українській війні з 2014 року. З початком повномасштабного російського вторгнення проходив службу у 14 бригаді спеціального призначення Національної гвардії України.
Загинув 27 липня 2023 року в районі села Роботине на Запоріжжі.

## Нагороди
- орден «За мужність» III ступеня (29 січня 2024, посмертно) — за особисту мужність і самовідданість, виявлені у захисті державного суверенітету та територіальної цілісності України, сумлінне та бездоганне служіння Українському народові[3].